# سانتياغو كورتيس ساندوفال
سانتياغو كورتيس ساندوفال (بالإسبانية: Santiago Cortés Sandoval)‏ هو سياسي مكسيكي، ولد في 25 يوليو 1944 في ولاية ناياريت في المكسيك. حزبياً، نشط في حزب الثورة الديمقراطية. وقد انتخب عضو مجلس النواب المكسيك.